# Обречённый принц
Обречённый принц (также Повесть о зачарованном царевиче) — древнеегипетская сказка, написанная на новоегипетском языке, является самым полным памятником нерелигиозной древнеегипетской литературы, дошедшим до наших дней.